# 上野正明
上野 正明（うえの まさあき、1996年4月22日 - ）は、東京都内を中心に活動する日本のシンガーソングライター、ギタリストである。アコースティックセッションユニット「ぷらそにか」に参加してリーダーを務めていた。4人組ボーカルバンド「Hi Cheers!」に参加していた。東京都板橋区出身。
アコースティックセッションユニット「ぷらそにか」には2017年11月より参加し、リーダーを務める。
2020年8月24日にぷらそにカーニバル2020「4th Anniversary Online Fes.」にて「ぷらそにか」を卒業。
「ぷらそにか」でのリーダーのほかの主な役割は、ボーカル、ギター、ベースのほか、動画の編集、ぷらそにかオリジナル楽曲の作曲も担当していた。どっきり企画の「グッバイ」では作詞も担当している。動画編集に関しては、ぷらそにかメンバーのソロ活動動画も編集することがある。
個人の活動としては、精力的にYouTubeへ楽曲カバーを含んだ企画動画を投稿し、ゲスト（後々ぷらそにかメンバーとなっている者が多い）を呼ぶ回も多く存在する。

## 人物
- 物心がつく前からピアノやエレクトーンをやっていたが、苦手になったため、その反動で父親のアコースティックギターを触ったのがギターを演奏するきっかけ[3]。
- 中学生の頃からYouTubeで流行の音楽だけでなく親やいとこの影響を受けその時代に流行った曲も聴いていた[3]。

## 来歴
2014年ごろから音楽活動を始める。
2014年夏にはSony MusicSDグループの新人アーティスト発掘セクションである「the LESSON」に第一期生として参加。
2015年6月、Sony Music所属の双子タレント「りかりこ」に作詞提供（曲名:「First summer love」）をした。
YouTubeにてシンガーソングライターによる音楽番組『平成クレイジーエッグズ』を主宰（2015年9月4日にTwitter最初にツイートされている）、全てのゲストブッキングと構成を担った。また同番組主催のライブイベント「平成クレイジーナイト」も主催。2016年9月24日に解散。
- 立ち上げのきっかけは、「the LESSON」二期生がSecond Penguin（"セカペン"と省略する）というセッショングループを作ったのを見たときに刺激を受けたから、とインタビューで語っている[4]。
- Second Penguinのメンバーは、三木夏美（現みきなつみ）、高橋凌（現高橋RYO）、松本唯、SaYaKa（現kamin）、梨帆（現西片梨帆）、mashi（現ましのみ）、Foi、ENNE（現eill）、金原俊輝であった[5]。

2016年10月2日の投稿を機に、楽曲カバーにまつわる企画動画をアップし始めた。
2017年8月12日、「ぷらそにか1周年記念イベント」にて前半の司会および、後半の屋台（フランクフルト）を担当。その後公開された「ぷらっと寄ってかない？vol.9」にてイベントの振り返りがされた際にもゲスト出演している。
2017年11月、「ぷらそにか」加入。同タイミングでFoiからリーダー役を移譲される。
2017年12月6日にリリースされたプププランドのアルバム『CRY! CRY! CRY!』に収録されているリード曲「きみの春になれたら」のMUSIC VIDEOにて、主人公（おばあさん）の若い頃の彼氏役を演じる。
2018年12月3日、活動5年目にして初のCDアルバム『花を咲かせていきたい！』を発売。
2019年5月3日、「SUPER HEIWA BOYS&GIRLS」を結成（のちの「Hi Cheers!」）。
2019年11月16日、幾田りらのレコ発ワンマンライブ「bouquet」の物販を担当。
2020年3月、通っていた大学を卒業。
2020年7月17日、4人組ボーカルバンド「Hi Cheers!」の一員として、初音源「ABCがワカラナイ」でデビュー。
2020年8月24日開催の「4th Anniversary Online Fes.」（通称ぷらふぇす）にて、ぷらそにかを卒業。
2023年1月30日、「Hi Cheers!」の公式ホームページにて解散が発表。その後上野はシンガーソングライターとして活動開始。
2023年頃に行われた、「ZIP-FM NAVIGATOR CONTEST 2023」にてグランプリを獲得。
2024年4月13日、ZIP-FMでSOUND MINDを担当する。上野自身初となる、ラジオレギュラー放送となった。

## ディスコグラフィ
ここではソロ活動に関連するもののみを掲載する。
以下のもののうち、『花を咲かせていきたい！』は、ぷらそにかの公式オフィシャルグッズサイトから購入できる(2020年9月12日現在)。他はすべて現在公式オンラインストア等では入手できない状態になっている。

## 出演番組

### ラジオ
- THINK ABOUT THE FUTURE feat. SOUND MIND（2024年4月13日 -、第2土曜 21:00 - 22:00 ZIP-FM）
- OVER VIEW（2024年9月30日 - 2025年3月25日（予定）、月・火担当 14:00 - 16:30 ZIP-FM）
- CRASH HOUSE（2024年11月1日 -、金曜 19:00 - 21:00 ZIP-FM）
- MOJO VISION（2024年11月2日 - 2025年3月29日（予定）、土曜 16:00 - 19:00 ZIP-FM）
- THUMBS UP（2025年3月31日 -（予定）、月～木曜 18:00 - 20:00 ZIP-FM)[15]
- ROCKER ROOM（2025年4月2日 -（予定）、水曜 24:00 ZIP-FM）[15]